# Peter Baumann
Peter Baumann (Berlín, 29 de enero de 1953) es un músico y compositor alemán de música electrónica. Es conocido por haber formado parte del grupo alemán de música electrónica Tangerine Dream entre 1971 a 1978 y por haber fundado un influyente sello de música electrónica, Private Music, activo entre los años 80 y 90.

## Biografía
Peter Baumann formó su primera banda de rock a los 14 años, siendo parte de una serie de efímeros grupos, hasta su ingreso a Tangerine Dream en 1971, donde trabajó junto a Edgar Froese y Christopher Franke durante los años más celebrados del grupo, grabando con ellos discos clásicos como Phaedra, Rubycon o Ricochet, entre otros.
Mientras aún era miembro de la banda realizó su primer álbum en solitario, Romance '76 (1976), el cual contó con la presencia de la Orquesta Filarmónica de Múnich. Se alejó de Tangerine Dream en 1978, formando el grupo Leda con Hans Brandeis, y editando el LP Welcome to Joyland ese mismo año. A fines de los años 70 y principios de los 80 realizó otros discos en solitario como Trans Harmonic Nights o Repeat Repeat, y desde 1984 fundó su propio sello discográfico, Private Music, especializado en música instrumental que terminó vendiendo en 1996.
Desde 2009 dirige una fundación filantrópica, la Baumann Foundation, "dedicado a la exploración y apoyo del bienestar humano", según explica su sitio web. Baumann reside en San Francisco (California) con su esposa y es padre de tres hijos.

## Discografía
Con Tangerine Dream
- Zeit (1972)
- Atem (1973)
- Phaedra (1974)
- Rubycon (1975)
- Ricochet (1975)
- Stratosfear (1976)
- Encore (1977)

En Solitario
- Romance '76 (1976)
- Trans Harmonic Nights (1979)
- Repeat Repeat (1981)
- Strangers in the Night (1983)
- Blue Room (1992)
- Machines of Desire (2016)
- «Searching in Vain» - «Ordinary Wonder» (2017) EP

Con Leda
- Welcome To Joyland (1978)